# Trippelkonjunktion

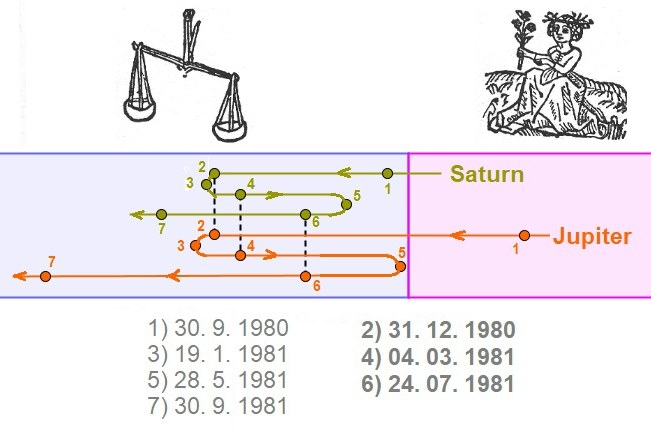
Trippelkonjunktionen 1981. Med nästan samma rektascension befann sig Jupiter och Saturnus tre gånger i konjunktion på himlen under några månaders tid.

Trippelkonjunktion är en speciell variant av en konjunktion, det vill säga den astronomiska händelsen när två planeter står nära varandra på himlen (har samma rektascension). 
Den första och den tredje konjunktionen sker från höger till vänster på stjärnhimlen och den andra från vänster till höger. 

## Trippelkonjunktioner under 2000-talet
| År        | Planeter          | 1:a konjunktionen | 2:a konjunktionen | 3:e konjunktionen |
| --------- | ----------------- | ----------------- | ----------------- | ----------------- |
| 2009      | Jupiter–Neptunus  | 25 maj            | 13 juli           | 20 december       |
| 2010–2011 | Jupiter–Uranus    | 6 juni 2010       | 22 september 2010 | 2 januari 2011    |
| 2025–2026 | Saturnus–Neptunus | 29 juni 2025      | 6 augusti 2025    | 16 februari 2026  |
| 2037–2038 | Jupiter–Uranus    | 8 september 2037  | 19 februari 2038  | 30 mars 2038      |
| 2041–2042 | Mars–Uranus       | 2 november 2041   | 16 mars 2042      | 18 mars 2042      |
| 2047–2048 | Jupiter–Neptunus  | 24 juli 2047      | 15 november 2047  | 26 februari 2048  |
| 2063      | Mars–Uranus       | 23 februari       | 27 maj            | 17 juli           |
| 2066      | Jupiter–Uranus    | 19 januari        | 27 juni           | 18 augusti        |
| 2071–2072 | Mars-Neptunus     | 8 oktober 2071    | 5 februari 2072   | 29 februari 2072  |
| 2079      | Saturnus–Uranus   | 28 februari       | 29 augusti        | 23 oktober        |
| 2085–2086 | Jupiter–Neptunus  | 30 oktober 2085   | 13 januari 2086   | 8 juni 2086       |
| 2088–2089 | Mars–Neptunus     | 14 december 2088  | 4 januari 2089    | 13 maj 2089       |
| 2093      | Jupiter–Uranus    | 16 maj            | 27 oktober        | 30 november       |

## Exempel: trippelkonjunktion mellanJupiterochSaturnus1800–2100
| Datum            | Tidpunkt (UTC) | Vinkelavstånd från Saturnus till Jupiter | Elongation Saturnus, (från solen) | Stjärnbild | Anteckningar       |
| ---------------- | -------------- | ---------------------------------------- | --------------------------------- | ---------- | ------------------ |
| 8 augusti 1940   | 01:13:20       | 1°11' norr                               | 90.9° väst                        | Väduren    | Trippelkonjunktion |
| 20 oktober 1940  | 04:42:14       | 1°14' norr                               | 164.0° väst                       | Väduren    | Trippelkonjunktion |
| 15 februari 1941 | 06:36:25       | 1°17' norr                               | 72.9° ost                         | Väduren    | Trippelkonjunktion |
| 31 december 1980 | 21:17:24       | 1°03' syd                                | 90.9° väst                        | Jungfrun   | Trippelkonjunktion |
| 4 mars 1981      | 19:14:36       | 1°03' syd                                | 155.9° väst                       | Jungfrun   | Trippelkonjunktion |
| 24 juli 1981     | 04:13:35       | 1°06' syd                                | 63.8° ost                         | Jungfrun   | Trippelkonjunktion |

Nästa trippelkonjunktion mellan Jupiter och Saturnus inträffar 2238–2239.